# Hermann Fehling
Hermann Johannes Karl Fehling (Stuttgart, 14 de julio de 1847 - Baden-Baden, 11 de noviembre de 1925) fue un obstetra y ginecólogo alemán. Era hijo del químico Hermann von Fehling (1811-1885).
En 1872 recibió su doctorado en medicina en la Universidad de Leipzig y después de graduarse permaneció en Leipzig como asistente del obstetra Carl Siegmund Franz Credé (1819-1892). En 1877 se convirtió en director de la escuela estatal de obstetricia de Wurtemberg en Stuttgart y más tarde aceptó un trabajo como profesor en la Universidad de Tubinga (1883).
En 1887 fue nombrado profesor de obstetricia en la Universidad de Basilea y posteriormente profesor en las Universidades de Halle (1894) y Estrasburgo (1900). Después de la Primera Guerra Mundial, Fehling y otros profesores alemanes fueron expulsados de la Universidad de Estrasburgo. Finalmente se instaló en Baden-Baden, donde murió en 1925.
Hermann Fehling es considerado uno de los ginecólogos principales de su época y contribuyó en la investigación de trastornos como la eclampsia, la pelvis raquítica y la osteomalacia puerperal. En 1877 fundó con Heinrich Fritsch (1844-1915) la revista «Zentralblatt für Gynäkologie».

## Publicaciones seleccionadas
- Die Physiologie und Pathologie des Wochenbetts, fur Studiren de und Arzte (Fisiología y patología de las condiciones posnatales, para estudiantes y médicos), 1890.
- Lehrbuch der Frauenkrankheiten (Libro de texto sobre enfermedades de la mujer), 1900.
- Entwicklung der Geburtshilfe und Gynakologie im 19. Jahrhundert (Desarrollo de la obstetricia y la ginecología en el siglo XIX), 1925.